# APG sustav
APG sustav (engl. Angiosperm Phylogeny Group system) klasifikacije biljaka je prva verzija modernog, uglavnom molekularno utemeljenog, sustava taksonomije biljaka. Objavljen 1998. od strane Angiosperm Phylogeny Group, zamijenjen je poboljšanim APG II 2003., APG III sustavom 2009. i APG IV sustavom 2016.
Grupa za filogeniju kritosjemenjača, ili APG, odnosi se na neformalnu međunarodnu grupu sustavnih botaničara koji su se okupili kako bi pokušali uspostaviti konsenzus o taksonomiji cvjetnica (angiospermi) koji bi odražavao novo znanje o njihovim odnosima temeljeno na filogenetskim studijama. Važna motivacija za skupinu bilo je ono što su smatrali nedostatkom u prethodnim klasifikacijama angiospermi, koje se nisu temeljile na monofiletskim skupinama (tj. skupinama koje se sastoje od svih potomaka zajedničkog pretka). Publikacije APG-a sve su utjecajnije, s nizom velikih herbarija koji mijenjaju raspored svojih zbirki kako bi odgovarali najnovijem sustavu APG-a.
Najnovija klasifikacija cvjetnica temeljena na filogenetskim podacima postavljena je u posljednjem desetljeću dvadesetog stoljeća. Četiri verzije klasifikacije filogenetske skupine kritosjemenjača (APG I, APG II, APG III i APG IV) objavljene su 1998., 2003., 2009. i 2016., odnosno. Svaka verzija zamjenjuje prethodnu verziju. Prepoznavanje monofiletske skupine na temelju informacija dobivenih iz različitih disciplina kao što su gruba morfologija, anatomija, embriologija, palinologija, kariologija, fitokemija i još snažnije na molekularnim podacima s obzirom na DNA sekvence dva gena kloroplasta (atpB i rbcL) i jednog nuklearnog gena (nuklearna ribosomska 18s DNA).
Klasifikacija kritosjemenjača i APG Dok nisu postali dostupni detaljni genetski dokazi, klasifikacija cvjetnica (također poznatih kao kritosjemenjače, Angiospermae, Anthophyta ili Magnoliophyta) temeljila se na njihovoj morfologiji (osobito onoj cvijeta) i njihovoj biokemiji (koje su vrste kemijskih spojeva sadržavali su ili proizvodili). Klasifikacijske sustave obično je izradio pojedinačni botaničar ili mala skupina. Rezultat je bio velik broj takvih sustava. Različiti sustavi i njihova ažuriranja obično su bili favorizirani u različitim zemljama; npr. Englerov sustav u kontinentalnoj Europi; sustav Bentham & Hooker u Britaniji (posebno utjecajan jer ga je koristio Kew); Takhtajan sustav u bivšem Sovjetskom Savezu i zemljama unutar njegove sfere utjecaja; i Cronquist sustav u Sjedinjenim Državama.